# Ufer-Laufkäfer
Der Ufer-Laufkäfer (Carabus clatratus) ist eine Art der Echten Laufkäfer (Carabus).

## Merkmale
Der Ufer-Laufkäfer erreicht eine Körperlänge von 25 bis 36 Millimetern und gehört damit zu den großen Käferarten Europas. Sein Körper ist kupferfarben, grünlich oder schwarz glänzend gefärbt und weist auf den Flügeldecken (Elytren) große, kupfrige oder grünlich schimmernde Gruben zwischen deutlichen Sekundärrippen auf.
Der Ufer-Laufkäfer kann als eine der wenigen Carabus-Arten voll entwickelte Flügel besitzen und ist dann auch flugfähig. Dies ist meist jedoch nur ein kleiner Anteil der Populationen, die meisten Exemplare besitzen reduzierte Hinterflügel. In zentral-europäischen und -asiatischen Populationen fehlen macroptere Tiere vermutlich völlig.

## Verbreitung
Der Käfer kommt in großen Teilen Europas mit Schwerpunkt in Osteuropa vor. Er fehlt im äußersten Norden und Süden, im Alpengebiet, auf der iberischen Halbinsel und in großen Teilen Frankreichs, Italiens und Großbritanniens. Nach Osten reicht seine Verbreitung über Sibirien, Zentralasien bis nach Korea und Japan.
In Deutschland ist seine Verbreitung auf die Nordhälfte beschränkt. In größerer Häufigkeit gibt es ihn nur noch in Niedersachsen, Mecklenburg-Vorpommern und Brandenburg.

## Lebensweise
Der Ufer-Laufkäfer lebt vor allem in Feuchtgebieten und den Verlandungszonen von Sümpfen und Mooren sowie in feuchten Salzwiesen. Dort findet man ihn in nassem Totholz, meist Weidenstümpfen und in Moosmatten.
Er ist ein meist nachtaktiver Räuber und jagt ähnlich wie der Grubenlaufkäfer (Carabus variolosus) auch unter Wasser nach Schnecken, Kleinkrebsen, Insekten und deren Larven, Kaulquappen und auch kleinen Fischen. Dabei bildet er einen Frischluftvorrat unter den Flügeldecken. Auch die Larven sind in der Lage, unter Wasser zu jagen.
Anzutreffen ist der Käfer vom April bis zum September, wobei die Fortpflanzungszeit im Frühjahr liegt und die Junggeneration im September schlüpft.

## Gefährdung und Schutz
Da der Käfer sehr stark an feuchte bis überschwemmte Lebensräume gebunden ist, wird er vor allem durch den Rückgang und die Trockenlegung von Feuchtgebieten gefährdet und zurückgedrängt. Dadurch ist er regional selten und wurde national in vielen europäischen Staaten unter Naturschutz gestellt.
- Rote Liste Deutschland: 2 (stark gefährdet)[2]
- Rote Liste Mecklenburg-Vorpommern: 3 (gefährdet)[3]

## Belege